# Anouar Brahem
Anouar Brahem, ar, أنور ابراهم (ur. 20 października 1957 w Tunisie) – tunezyjski muzyk, oudzista, łączący muzykę etniczną z jazzem.

## Dyskografia
- 1991: Barzakh (ECM 1432) z Lassadem Hosnim i Bechirim Selmim[1]
- 1992: Conte de l'Incroyable Amour (ECM 1457) z Barbarosem Erkösem[2]
- 1994: Madar (ECM 1515) z Janem Garbarkiem i Ustadem Shaukatem Hussainem[3]
- 1995: Khomsa (ECM 1561) z Richardem Galliano, Bechirim Selmim i François Couturierem[4]
- 1998: Thimar (ECM 1641) z Johnem Surmanem i Dave'em Hollandem[5]
- 2000: Astrakan Café (ECM 1718) z Barbarosem Erkösem i Lassadem Hosnim[6]
- 2002: Charmediterranéen (ECM 1828) z Orchestre National de Jazz i Gianluigim Trovesim[7]
- 2003: Vague (ECM) (składanka)[8]
- 2002: Le Pas du Chat Noir (ECM 1792) z François Couturierem i Jeanem-Louisem Matinierem[9]
- 2006: Le Voyage de Sahar (ECM 1915) z François Couturierem i Jeanem-Louisem Matinierem[10]
- 2009: The Astounding Eyes of Rita (ECM 2075) z Klausem Gesingiem, Björnem Meyerem i Khaledem Yassinem[11]
- 2014: Souvenance (ECM 2423/24) z Klausem Gesingiem, Björnem Meyerem i François Couturierem[12]
- 2017: Blue Maqams (ECM 2580) z Dave'em Hollandem, Djangiem Batesem i Jackiem DeJohnette’em[13]